# Anagyris foetida
Pour les articles homonymes, voir Anagyre et Bois-puant.
Espèce
Anagyris foetida L., l'anagyre fétide ou bois-puant, est une espèce de plantes à fleurs de la famille des Fabaceae. C'est une plante méditerranéenne d'origine probablement grecque qui se retrouve, de nos jours, dans de nombreux territoires méditerranéens. Sa présence dans la nature est plutôt rare. Elle pousse souvent à proximité de lieux historiques tels que des carrières, monastère ou châteaux. Ce qui laisse penser qu'elle a été très anciennement introduite par l'homme à proximité de ces lieux. Il s'agit d'une plante archéophyte. 

## Description

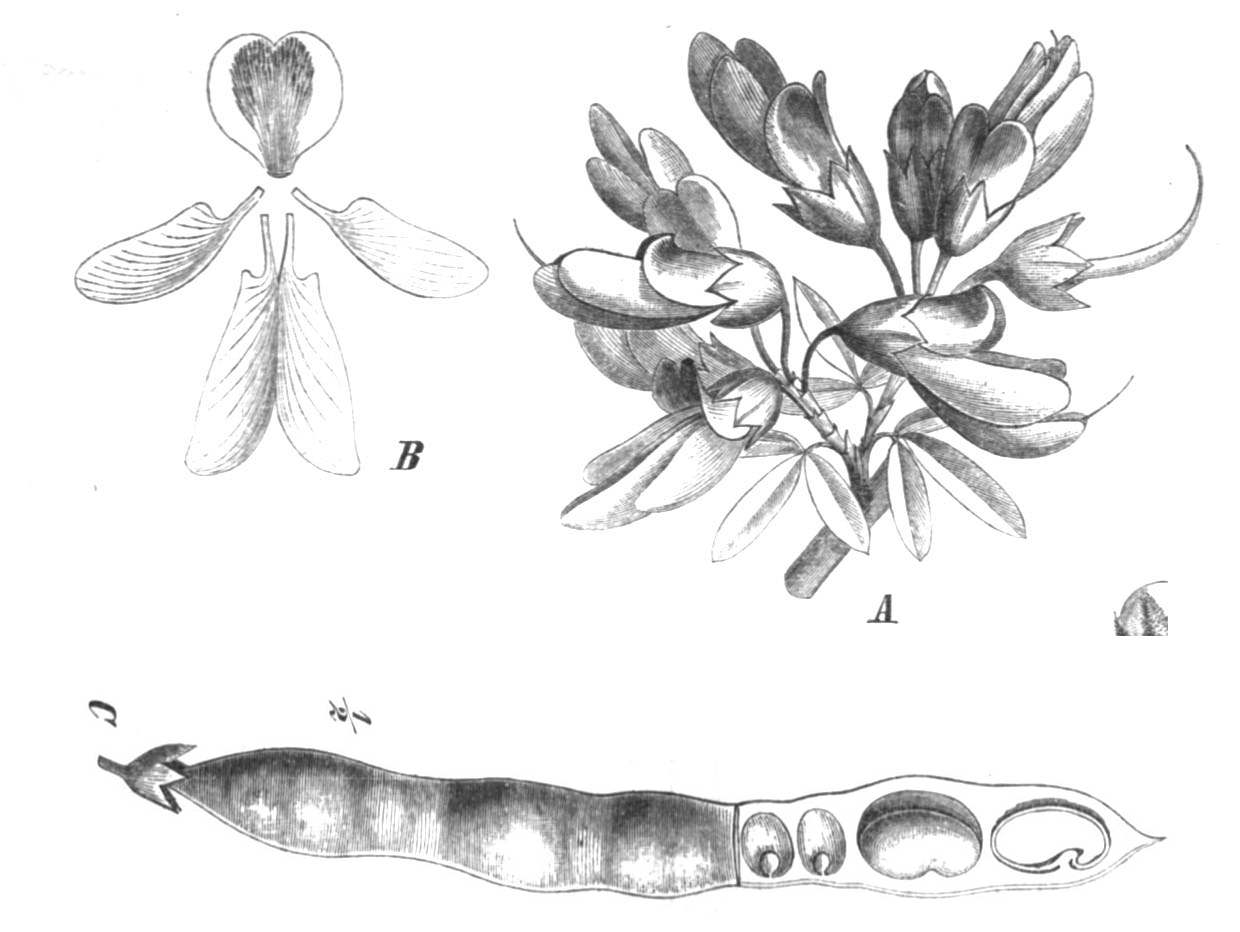
Gravure dans Natürliche Pflanzenfamilien de Paul Hermann Wilhelm Taubert (1891).

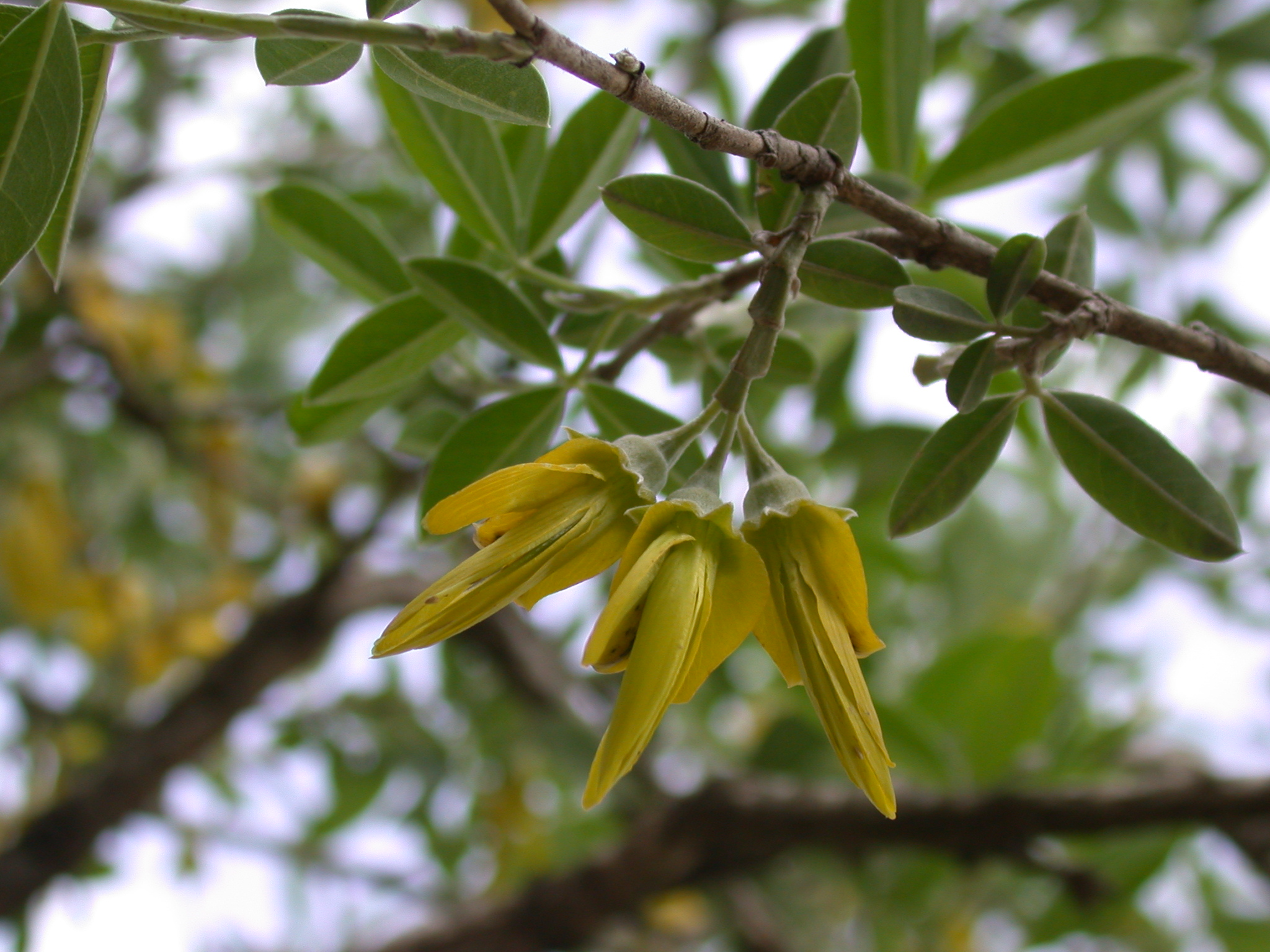
Fleurs : Mount Meron Nature Reservation, Haute-Galilée.

C'est un arbrisseau de 1 à 3 m de hauteur. La plante dégage une odeur désagréable (fétide) quand on casse les tiges ou on froisse les feuilles. Les jeunes rameaux sont pubescents, ce qui les rend blanchâtres. Les feuilles sont caduques, d'un vert glauque, un peu velues en dessous, à 3 folioles elliptiques, entières, glabres en dessus, pubescentes en dessous. Les stipules sont soudées ensemble.
La floraison intervient tôt, de février à mars, et la fructification en mai. Les fleurs sont jaunes avec un étendard taché de noir plus court que les autres pétales.
Les fruits sont des gousses de 10 à 18 cm de long pour environ 2 cm de large, grossièrement ondulées sur les bords. Ces gousses contiennent de 3 à 8 grosses graines de couleur violacée.
La plante à la particularité de perdre son feuillage pendant la saison estivale. Les nouvelles feuilles font leur apparition en automne.

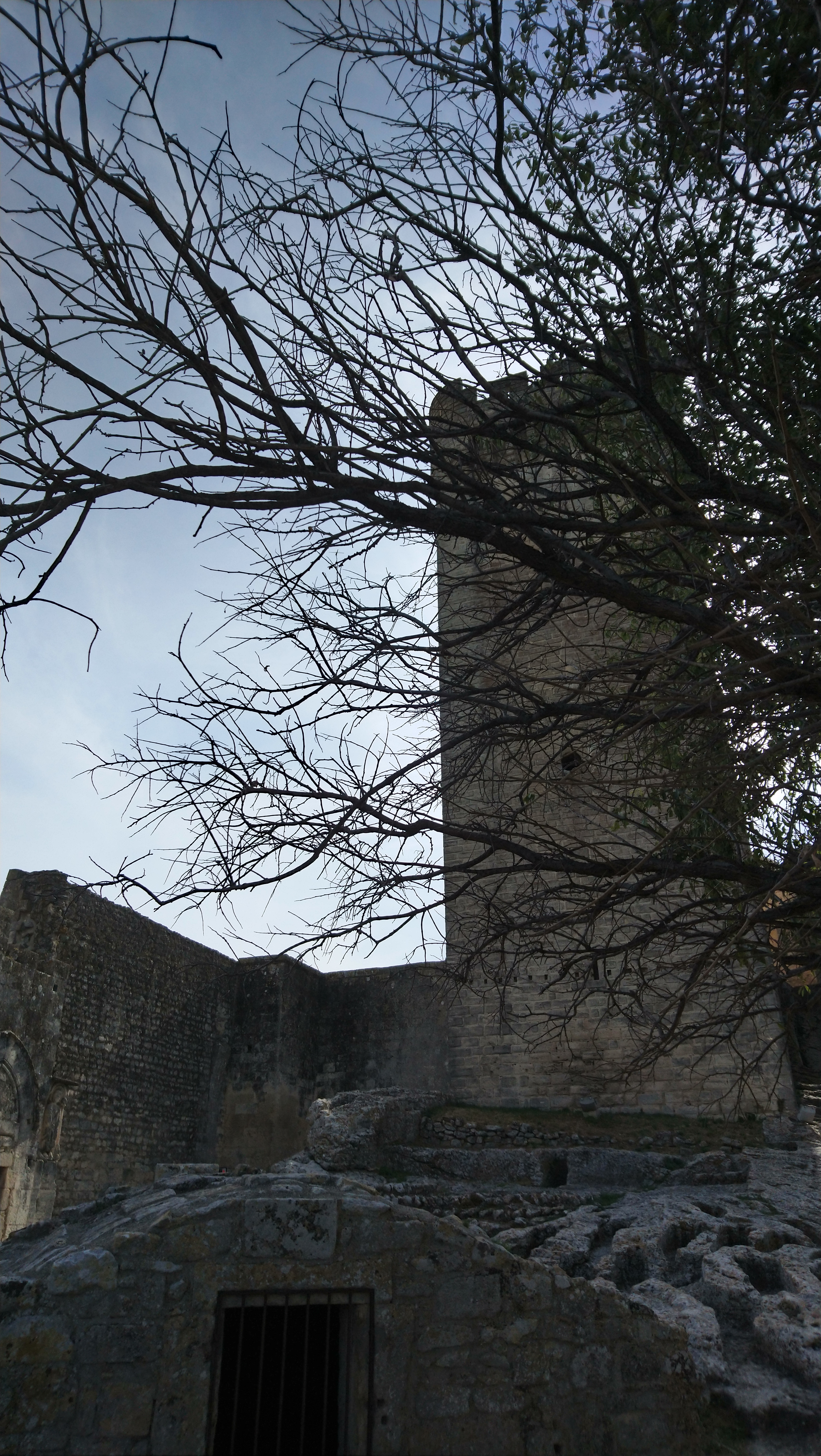
Un sujet dénudé en plein été près d'Arles.

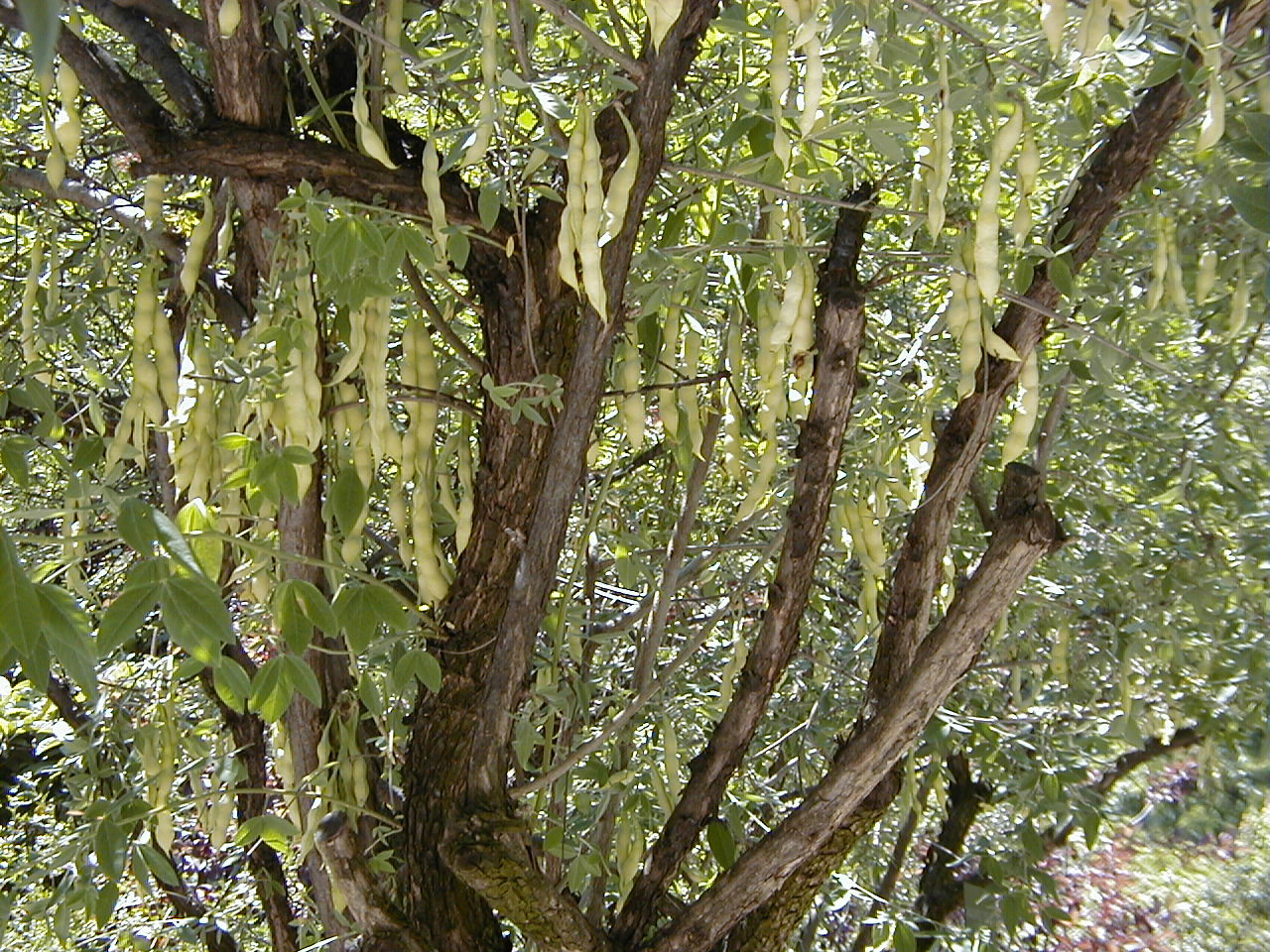
Fruits au Jardin Royal Botanique de Madrid.

## Répartition
En France, on la trouve dans les départements méditerranéens du Var, des Bouches-du-Rhône, du Gard et de l'Hérault.
Elle est également présente de manière naturelle en Grèce, Italie, Espagne ainsi qu'en Afrique du nord. Il s'agit d'une plante circumméditerranéenne qui pousse plutôt en milieux secs comme la garrigue. 
Elles est souvent présente à proximité de sites historiques antiques ou médiévaux. Ainsi, il est possible de l'observer sur l'oppidum d'Ensérune ou encore à proximité de l'abbaye de Montmajour à Arles.  
Son implantation et utilisation ancienne par l'homme rend sa répartition dans la nature plutôt irrégulière.      

## Toxicité
La plante est très toxique[réf. nécessaire]. Le caractère fétide de la plante était proverbial[réf. nécessaire].
L'anagyrine, un alcaloïde présent dans toutes les parties de la plante et particulièrement dans ses graines, a des effets tératogènes chez les herbivores d'élevage, notamment les bovins à certains stades de la gestation.

## Auxiliaire de lutte biologique
Cette plante est signalée comme parasitée par Apion croceifemoratum (voir Apion). Le parasitoïde Pnigalio mediterraneus vient parasiter les larves d'Apion. Ce parasitoïde est aussi un parasite de Bactrocera oleae.

## Protection
Cette espèce est classée dans la catégorie "vulnérable" sur la liste rouge des espèces menacées en France. Elle figure sur la liste des espèces végétales protégées en région Languedoc-Roussillon et en région Provence-Alpes-Côte d'Azur.

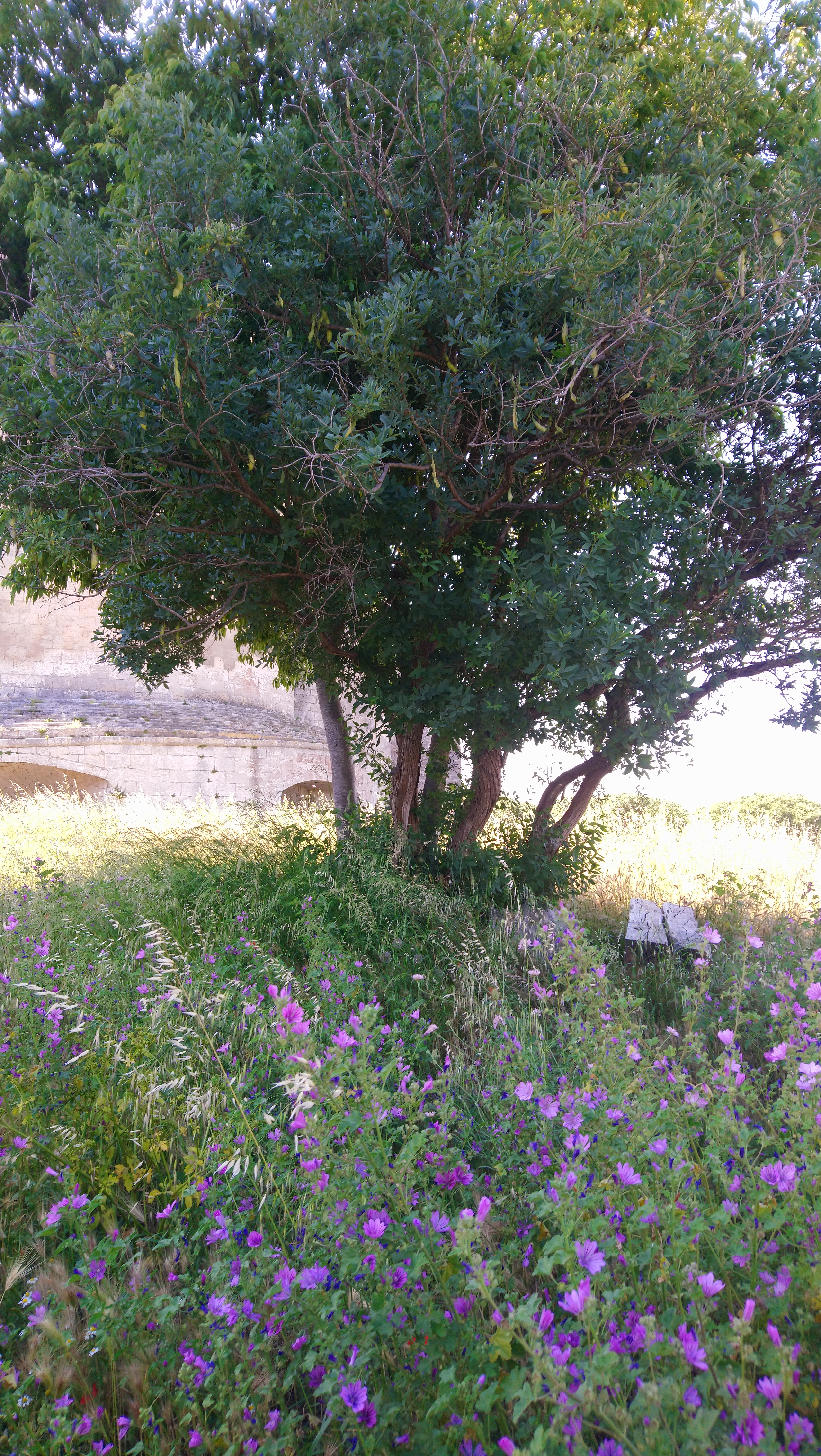
Anagyris foetida (abbaye de Montmajour)

Une mise au point globale a été axée sur l'Ouest de l' Hérault (Occitanie) avec les deux populations d' Ensérune et du Roc du Cayla (lien externe)

## Appellations
Synonymes  taxonomiques
- Anagyris neapolitana Ten,
- Anagyris foetida subsp. neapolitana (Ten) Arcang

Noms communs français
- Bois-puant (aussi attribué au Cerisier à grappes ou Merisier à grappes, Prunus padus L., 1753)
- Fève de loup,
- Pudis

Noms communs espagnols
- Altramuz del diablo
- Altramuz hediondo
- Collar de bruja

Noms communs catalans
- Garrofer del diable
- Garrover des diable

Noms communs allemands
- Stinkstrauch